# Chabary
Chabary (ros. Хабары) – wieś na terenie wchodzącego w skład Rosji syberyjskiego Kraju Ałtajskiego.
Miejscowość jest ośrodkiem administracyjnym rejonu chabarskiego.